# Campionato del mondo rally 1977
Il Campionato del mondo rally 1977 è stata la quinta stagione del Campionato del mondo rally organizzato dalla Federazione Internazionale dell'Automobile (FIA).

## Storia
Dal 1973 al 1976, il WRC aveva solo la classifica costruttori come validità. Da questa stagione, il punteggio è stato modificato ad un più complesso sistema di punti, sia per il posizionamento globale che di gruppo. Una macchina deve entrare nella top 10 globale per segnare punti.
In aggiunta ai costruttori per il campionato '77 e '78, la FIA ha iniziato l'aggiudicazione punti per la Coppa FIA Rally Piloti. Tutte le manifestazioni del WRC, in aggiunta ad altri eventi, sono stati contati per la classifica piloti totale. Nel 1979, la Coppa dei piloti è stata incorporata nel WRC come il Campionato del Mondo rally per piloti.

## Coppa FIA piloti
Per il primo anno la Federazione Internazionale dell'Automobile istituì la Coppa FIA piloti, per la classifica si potevano conteggiare i cinque migliori risultati della categoria A (11 prove valide per il mondiale WRC), i due della categoria B (5 prove valide per il campionato europeo a coefficiente 4) ed il migliore della categoria C (4 eventi speciali FIA).
| #  | Rally                          | Categoria |
| -- | ------------------------------ | --------- |
| 1  | Rally di Monte Carlo           | A         |
| 2  | Arctic Rally                   | B         |
| 3  | Rally di Svezia                | A         |
| 4  | Rally del Portogallo           | A         |
| 5  | Safari Rally                   | A         |
| 6  | Rally della Nuova Zelanda      | A         |
| 7  | Rally dell'Acropoli            | A         |
| 8  | Giro d'Italia                  | C         |
| 9  | Rally del Sudafrica            | C         |
| 10 | Rally di Polonia               | B         |
| 11 | Rally dei Mille Laghi          | A         |
| 12 | Rally San Martino di Castrozza | B         |
| 13 | Critérium Molson du Québec     | A         |
| 14 | Tour de France Automobile      | B         |
| 15 | Rally di Sanremo               | A         |
| 16 | Southern Cross Rally           | C         |
| 17 | Rally di Catalogna             | B         |
| 18 | Tour de Corse                  | A         |
| 19 | RAC Rally                      | A         |
| 20 | Rally della Costa d'Avorio     | C         |

Nota: In violetto le prove valide per il campionato europeo rally a coefficiente 4 (categoria B). In verde chiaro quelle considerate eventi speciali FIA, talvolta sovrapposte ad altre gare dello stesso campionato (categoria C).

## Classifiche

### Costruttori
| Pos. | Costruttore     |    |    |    |    |    |      |    |    |      |    |     | Tot. |
| ---- | --------------- | -- | -- | -- | -- | -- | ---- | -- | -- | ---- | -- | --- | ---- |
| 1    | Fiat            | 16 | 14 | 18 | -  | 18 | (12) | 16 | 18 | 18   | 18 | (6) | 136  |
| 2    | Ford            | -  | 14 | 16 | 18 | 16 | 18   | 18 | 14 | (10) | -  | 18  | 132  |
| 3    | Toyota          | -  | 10 | 14 | -  | 8  | -    | 12 | 8  | -    | -  | 16  | 68   |
| 4    | Opel            | 9  | 17 | 13 | -  | -  | 4    | 8  | -  | 13   | -  | 1   | 65   |
| 5    | Lancia          | 18 | -  | -  | 14 | -  | -    | -  | -  | 12   | 16 | -   | 60   |
| 6    | Datsun          | -  | -  | -  | 16 | -  | 14   | -  | 10 | -    | -  | -   | 40   |
| 7    | Porsche         | 14 | -  | 4  | -  | -  | -    | -  | -  | 9    | 8  | -   | 35   |
| 8    | Saab            | -  | 18 | -  | -  | -  | -    | -  | 10 | -    | -  | 2   | 30   |
| 9    | Mitsubishi      | -  | -  | -  | 12 | 3  | -    | -  | 13 | -    | -  | -   | 28   |
| 10   | Chrysler        | -  | -  | -  | -  | -  | 10   | 14 | -  | -    | -  | -   | 24   |
| 11   | Renault         | -  | -  | -  | -  | -  | 7    | -  | -  | 11   | -  | -   | 18   |
| 12   | British Leyland | -  | -  | -  | -  | -  | -    | -  | 12 | -    | -  | 4   | 16   |
| 13   | Peugeot         | -  | -  | -  | 6  | -  | -    | -  | -  | -    | 9  | -   | 15   |
| 14   | SEAT            | 14 | -  | -  | -  | -  | -    | -  | -  | -    | -  | -   | 14   |
| 15   | Citroën         | -  | -  | -  | -  | -  | 13   | -  | -  | -    | -  | -   | 13   |
| 16   | Alpine-Renault  | 10 | -  | -  | -  | -  | -    | -  | -  | -    | -  | -   | 10   |
| 16   | Mazda           | -  | -  | -  | -  | 10 | -    | -  | -  | -    | -  | -   | 10   |
| 18   | Volvo           | -  | 8  | -  | -  | -  | -    | -  | -  | -    | -  | -   | 8    |
| 19   | Škoda           | -  | -  | -  | -  | -  | -    | 7  | -  | -    | -  | -   | 7    |
| 19   | Alfa Romeo      | -  | -  | -  | -  | -  | -    | -  | -  | 7    | -  | -   | 7    |
| 21   | Lada            | -  | 4  | -  | -  | -  | -    | -  | -  | -    | -  | -   | 4    |
| Pos. | Costruttore     |    |    |    |    |    |      |    |    |      |    |     | Tot. |

### Piloti
Il pilota svedese Björn Waldegård ha ottenuto più punti di Sandro Munari, ma per regolamento, non avendo partecipato ad alcuna prova del campionato europeo rally, ha dovuto scartare il miglior risultato nel mondiale WRC, cioè una delle sue tre vittorie.
| #  | Pilota              | Rally | Rally | Rally | Rally | Rally | Rally | Rally | Rally | Rally | Rally | Rally | Rally | Rally | Rally | Rally | Rally | Rally | Rally | Rally | Rally | Tot. |
| -- | ------------------- | ----- | ----- | ----- | ----- | ----- | ----- | ----- | ----- | ----- | ----- | ----- | ----- | ----- | ----- | ----- | ----- | ----- | ----- | ----- | ----- | ---- |
|    |                     | MON   | ART   | SWE   | POR   | KEN   | NZL   | GRC   | GIR   | RSA   | POL   | FIN   | SAN   | CAN   | TOU   | ITA   | AUS   | ESP   | FRA   | GBR   | CIV   |      |
| 1  | Sandro Munari       | 9     | -     | -     | -     | 4     | -     | -     | -     | 9     | -     | -     | 9     | -     | -     | -     | -     | -     | -     | -     | -     | 31   |
| 2  | Björn Waldegård     | -     | -     | -     | 6     | (9)   | -     | 9     | -     | -     | -     | 4     | -     | -     | -     | 2     | -     | -     | -     | 9     | -     | 30   |
| 3  | Bernard Darniche    | -     | -     | -     | -     | -     | -     | -     | -     | -     | 9     | -     | -     | -     | 9     | -     | -     | -     | 9     | -     | -     | 27   |
| 4  | Jean-Claude Andruet | 6     | -     | -     | 3     | -     | -     | -     | -     | -     | -     | -     | -     | -     | -     | 9     | -     | -     | -     | -     | -     | 18   |
| 5  | Timo Salonen        | -     | -     | -     | -     | -     | -     | -     | -     | -     | -     | 6     | -     | 9     | -     | -     | -     | -     | -     | -     | -     | 15   |
| 5  | Rauno Aaltonen      | -     | -     | -     | -     | 6     | -     | -     | -     | -     | -     | -     | -     | -     | -     | -     | 9     | -     | -     | -     | -     | 15   |
| 5  | Ari Vatanen         | -     | 9     | -     | -     | -     | 6     | -     | -     | -     | -     | -     | -     | -     | -     | -     | -     | -     | -     | -     | -     | 15   |
| 8  | Markku Alén         | -     | -     | -     | 9     | -     | 4     | -     | -     | -     | -     | -     | -     | -     | -     | -     | -     | -     | -     | -     | -     | 13   |
| 8  | Fulvio Bacchelli    | -     | -     | -     | -     | -     | 9     | -     | -     | -     | -     | -     | -     | -     | -     | -     | -     | -     | 4     | -     | -     | 13   |
| 10 | Kyösti Hämäläinen   | -     | -     | 2     | -     | -     | -     | -     | -     | -     | -     | 9     | -     | -     | -     | -     | -     | -     | -     | 1     | -     | 12   |
| 10 | Andrew Cowan        | -     | -     | -     | -     | 3     | -     | -     | -     | -     | -     | -     | -     | -     | -     | -     | -     | -     | -     | -     | 9     | 12   |
| 14 | Stig Blomqvist      | -     | -     | 9     | -     | -     | -     | -     | -     | -     | -     | -     | -     | -     | -     | -     | -     | -     | -     | -     | -     | 9    |
| 14 | Vittorio Coggiola   | -     | -     | -     | -     | -     | -     | -     | 9     | -     | -     | -     | -     | -     | -     | -     | -     | -     | -     | -     | -     | 9    |
| 14 | Michèle Mouton      | -     | -     | -     | -     | -     | -     | -     | -     | -     | -     | -     | -     | -     | -     | -     | -     | 9     | -     | -     | -     | 9    |

## Risultati
Nella tabella che segue i risultati delle sole 11 prove valide per il campionato mondiale costruttori.
| Rally                                 | Data            | Validità           | Podio Piloti (Tempo finale)                                                                                          | Podio Auto                                                                 |
| ------------------------------------- | --------------- | ------------------ | --- | -------------------------------------------------------------------------- |
| 45° Rallye Automobile Monte Carlo     | 22–28 gennaio   | Costruttori Piloti | 1. Sandro Munari (6h:36m:16s) 2. Jean-Claude Andruet (6h:38m:29s) 3. Antonio Zanini (6h:47m:07s)                     | 1. Lancia Stratos 2. Fiat 131 Abarth Rally 3. Seat 124D Especial 1800      |
| 27° International Swedish Rally       | 11–13 febbraio  | Costruttori Piloti | 1. Stig Blomqvist (8h:02m:017s) 2. Bror Danielsson (8h:08m:19s) 3. Anders Kulläng (8h:08m:32s)                       | 1. Saab 99 EMS 2. Opel Kadett GT/E 3. Opel Kadett GT/E                     |
| 10º Rallye de Portugal Vinho do Porto | 1–6 marzo       | Costruttori Piloti | 1. Markku Alén (6h:51m:47s) 2. Björn Waldegård (6h:55m:43s) 3. Ove Andersson (6h:56m:08s)                            | 1. Fiat 131 Abarth Rally 2. Ford Escort RS1800 3. Toyota Celica 2000GT     |
| 25° Safari Rally                      | 7–11 aprile     | Costruttori Piloti | 1. Björn Waldegård (+11m:05s penalties) 2. Rauno Aaltonen (+11m:40s penalties) 3. Sandro Munari (+13m:14s penalties) | 1. Ford Escort RS1800 2. Datsun 160J 3. Lancia Stratos                     |
| 8° South Pacific Rally                | 1–7 maggio      | Costruttori Piloti | 1. Fulvio Bacchelli (24h:29m:55s) 2. Ari Vatanen (24h:31m:29s) 3. Markku Alén (24h:51m:54s)                          | 1. Fiat 131 Abarth Rally 2. Ford Escort RS1800 3. Fiat 131 Abarth Rally    |
| 24° Acropolis Rally                   | 28 May–3 giugno | Costruttori Piloti | 1. Björn Waldegård (9h:31m:57s) 2. Roger Clark (9h:37m:44s) 3. Harry Källström (9h:47m:319s)                         | 1. Ford Escort RS1800 2. Ford Escort RS1800 3. Datsun 160J                 |
| 27° 1000 Lakes Rally                  | 26–28 agosto    | Costruttori Piloti | 1. Kyösti Hämäläinen (4h:26m:06s) 2. Timo Salonen (4h:30m:31s) 3. Björn Waldegård (4h:36m:22s)                       | 1. Ford Escort RS1800 2. Fiat 131 Abarth Rally 3. Ford Escort RS1800       |
| 5° Critérium Molson du Québec         | 14–18 settembre | Costruttori Piloti | 1. Timo Salonen (5h:13m:54s) 2. Simo Lampinen (5h:18m:31s) 3. Roger Clark (5h:20m:56s)                               | 1. Fiat 131 Abarth Rally 2. Fiat 131 Abarth Rally 3. Ford Escort RS1800    |
| 19º Rally Sanremo                     | 4–8 ottobre     | Costruttori Piloti | 1. Jean-Claude Andruet (10h:27m:43s) 2. Maurizio Verini (10h:29m:40s) 3. Tony Fassina (10h:36m:30s)                  | 1. Fiat 131 Abarth Rally 2. Fiat 131 Abarth Rally 3. Fiat 131 Abarth Rally |
| 21º Tour de Corse                     | 5–6 novembre    | Costruttori Piloti | 1. Bernard Darniche (8h:13m:40s) 2. Raffaele Pinto (8h:17m:07s) 3. Fulvio Bacchelli (8h:24m:07s)                     | 1. Fiat 131 Abarth Rally 2. Lancia Stratos 3. Fiat 131 Abarth Rally        |
| 26° Lombard RAC Rally                 | 20–24 novembre  | Costruttori Piloti | 1. Björn Waldegård (8:21m:26s) 2. Hannu Mikkola (8h:23m:49s) 3. Russell Brookes (8h:58m:55s)                         | 1. Ford Escort RS1800 2. Toyota Celica 2000GT 3. Ford Escort RS1800        |